# The Citadel (Dubai)
Pour les articles homonymes, voir The Citadel.
The Citadel est un gratte-ciel de 201 mètres construit en 2009 à Dubaï. 